# Arachnocephalus subsulcatus
Arachnocephalus subsulcatus is een rechtvleugelig insect uit de familie Mogoplistidae. De wetenschappelijke naam van deze soort is voor het eerst geldig gepubliceerd in 1899 door Saussure.
1. ↑  (en) Arachnocephalus subsulcatus op de IUCN Red List of Threatened Species.